# Darwinula stevensoni
Darwinula stevensoni är en kräftdjursart som först beskrevs av Brady och D. Robertson 1870.  Darwinula stevensoni ingår i släktet Darwinula och familjen Darwinulidae. Arten är reproducerande i Sverige. Inga underarter finns listade i Catalogue of Life.